# Partab Singh
Partab Singh (julio de 1848 - septiembre de 1925), miembro del clan Jamwal Rajput, sucedió a su padre, Ranbir Singh, como Maharajá de Jammu y Cachemira.

## Biografía
Durante el dominio británico sobre la India, ostentó el cargo de Maharajá entre 1885-1925. Al principio todo fue bien con las autoridades inglesas, hasta que un complot ruso le puso en contra de los conquistadores. Un tratado con los británicos devolvió la estabilidad y la autonomía a Jammu, en 1903. El gobierno inglés le concedió la Medalla Príncipe de Gales; en 1911 fue nombrado Caballero Gran Comendador  de la Orden del Imperio de la India, y en 1918 Caballero de la Gran Cruz de la Orden del Imperio Británico.
Falleció el 23 de septiembre de 1925, siendo sucedido por su hijo Hari Singh.
| Predecesor: Ranbir Singh | Maharaja de Jammu y Cachemira 1885-1925 | Sucesor: Hari Singh |

- Datos: Q2842349
- Multimedia: Pratap Singh of Jammu and Kashmir / Q2842349